# (100893) 1998 HH130
(100893) 1998 HH130 es un asteroide perteneciente al cinturón de asteroides, región del sistema solar que se encuentra entre las órbitas de Marte y Júpiter, descubierto el 19 de abril de 1998 por el equipo del Lincoln Near-Earth Asteroid Research desde el Laboratorio Lincoln, Socorro, Nuevo México, Estados Unidos.

## Designación y nombre
Designado provisionalmente como 1998 HH130. 

## Características orbitales
1998 HH130 está situado a una distancia media del Sol de 2,996 ua, pudiendo alejarse hasta 3,119 ua y acercarse hasta 2,872 ua. Su excentricidad es 0,041 y la inclinación orbital 11,57 grados. Emplea 1894,20 días en completar una órbita alrededor del Sol.

## Características físicas
La magnitud absoluta de 1998 HH130 es 14,6. 